# Тунгстит
Тунгститът е минерал, кристалохидрат на волфрамовия оксид, описван с химичната формула WO3·H2O. Представлява вторичен волфрамов минерал, формиращ се при изветрянето на други минерали, съдържащи волфрам. Кристализира в орторомбична симетрия. На външен вид представлява жълта до жълто-зелена маса. Притежава доста ниска твърдост по скалата на Моос - 2,5. Относителната му плътност е 5,5. За първи път е описан от находища близо до Тръмбул (Trumbull), Кънектикът през 1868 година.